# Obeidia leptosticta
Obeidia leptosticta är en fjärilsart som beskrevs av Eugen Wehrli 1933. Obeidia leptosticta ingår i släktet Obeidia och familjen mätare. Inga underarter finns listade i Catalogue of Life.